# Hans Langelütke
Hans Langelütke (* 25. Juni 1892 in Saalfeld/Saale; † 16. Januar 1972 in Brannenburg) war ein deutscher Wirtschaftswissenschaftler.

## Leben
Langelütke promovierte 1925 bei Karl Diehl in Freiburg/Br in Volkswirtschaft: »Tauschbank und Schwundgeld als Wege zur zinslosen Wirtschaft – Vergleichende Darstellung und Kritik der Zirkulationsreformen  P. J. Proudhons und Silvio Gesells«. Langelütke war Anhänger Silvio Gesells. In der Zeit des Nationalsozialismus war er im Planungsamt des Vierjahresplanes an der zentralen Wirtschaftslenkung und Herstellung der deutschen „Kriegsfähigkeit“ beteiligt. Mit seinem dortigen Kollegen Wilhelm Marquart gehörte Langelütke 1949 zur Gründergeneration des ifo Institut für Wirtschaftsforschung. Von 1955 bis 1965 war Langelütke Präsident dieser Institution.

## Schriften
- Tauschbank und Schwundgeld als Wege zur zinslosen Wirtschaft – Vergleichende Darstellung und Kritik der Zirkulationsreformen P. J. Proudhons und Silvio Gesells. G. Fischer, Jena 1925.
- Kann Schwundgeld die Krise beheben? In: Deutsche Arbeit. Jg. XVII, Nr. 3, 1933, S. 67–73.